# Camouflage

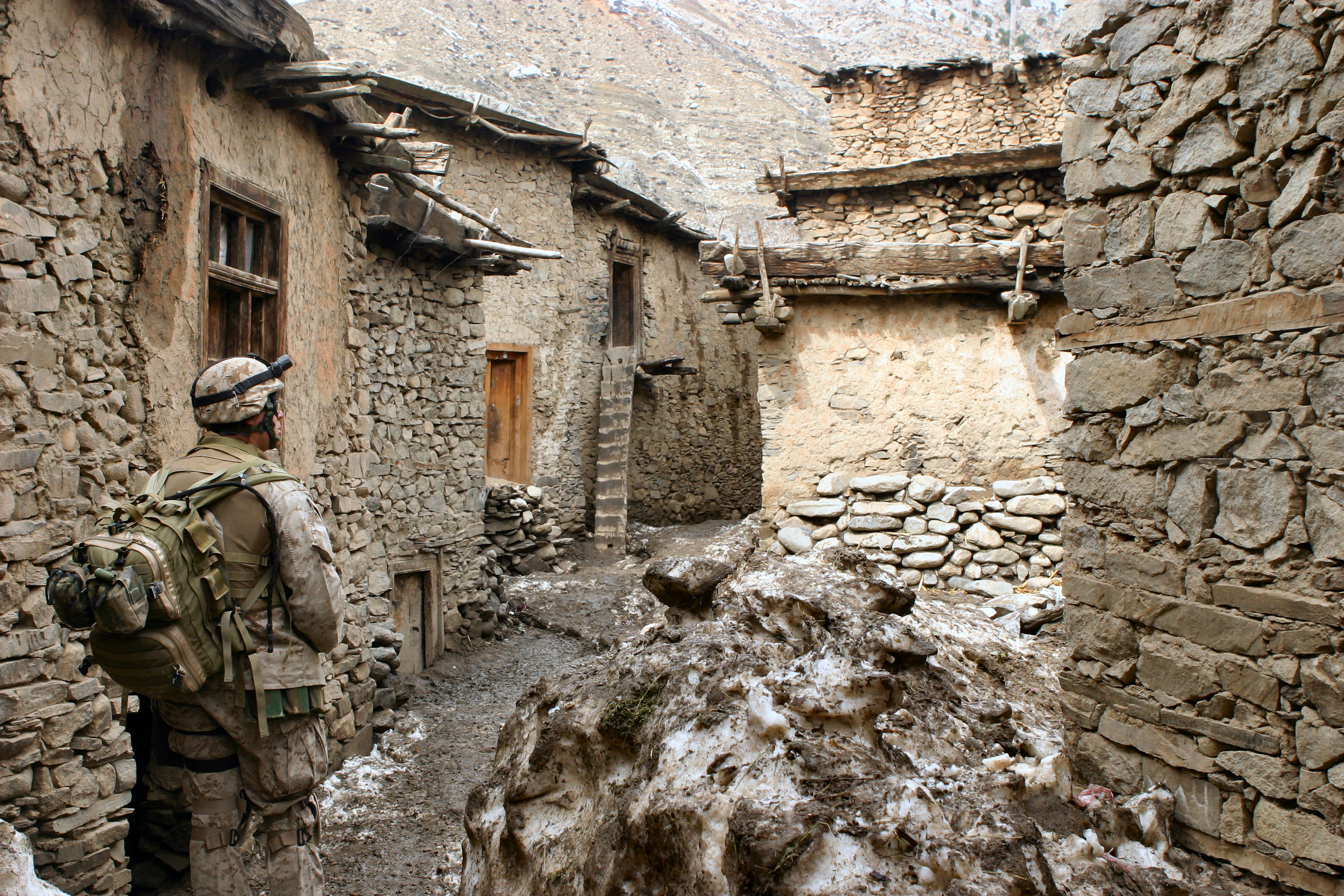
Camouflage door militairen

Camouflage of verhulling is het zodanig toepassen van kleur, tekening en vorm dat een normalerwijs zichtbaar object tegen zijn achtergrond verdwijnt of moeilijker wordt herkend. Er is bij camouflage dus sprake van gezichtsbedrog.

## Camouflage bij dieren
Camouflage bij dieren kan verschillende vormen aannemen.

### Schutkleur
De bekendste vorm is de schutkleur: kleur aannemen van de achtergrond.
Sommige dieren kunnen zich dankzij een camouflerende schutkleur verschuilen voor belagers, andere gebruiken hem om te jagen op prooien. Ook moeten dieren het gepaste gedrag vertonen bij hun camouflage. Zo zitten nachtvlinders overdag doodstil op planten om niet op te vallen. Een ander voorbeeld is Papilloculiceps longiceps die de kleur van zijn achtergrond kan aannemen.
Een schutkleur kan op verschillende manieren tot stand komen. Tijdens de ontwikkeling krijgen sommige dieren, zoals bepaalde kevers, een huid die overeenkomt met de kleur en de tekening van de omgeving. Soms lijken ze zelfs op takken en stenen. Er zijn ook dieren, zoals bepaalde krabben, die materiaal uit de omgeving verzamelen en dit aan hun lichaam vastmaken.
Bekende voorbeelden zijn:
- wandelende takken en -bladeren
- vele vlinders bijvoorbeeld de peper-en-zoutvlinder
- vele rupsen lijken op takjes en hebben kleuren gelijk een tak of blad waarop ze leven.
- vele broedende vogels op het nest, bijvoorbeeld eenden-soorten en fazanten.

Vaak wordt ten onrechte gedacht dat kameleons van kleur veranderen vanwege camouflage. In werkelijkheid hangt dit meer samen met de gemoedstoestand van het dier, evenals met licht en temperatuur in de omgeving.
De schutkleur is zowel handig voor de prooi als voor het dier. De prooi kan zo goed onzichtbaar blijven, terwijl de vijand de prooi goed kan besluipen.

### Vormvervaging

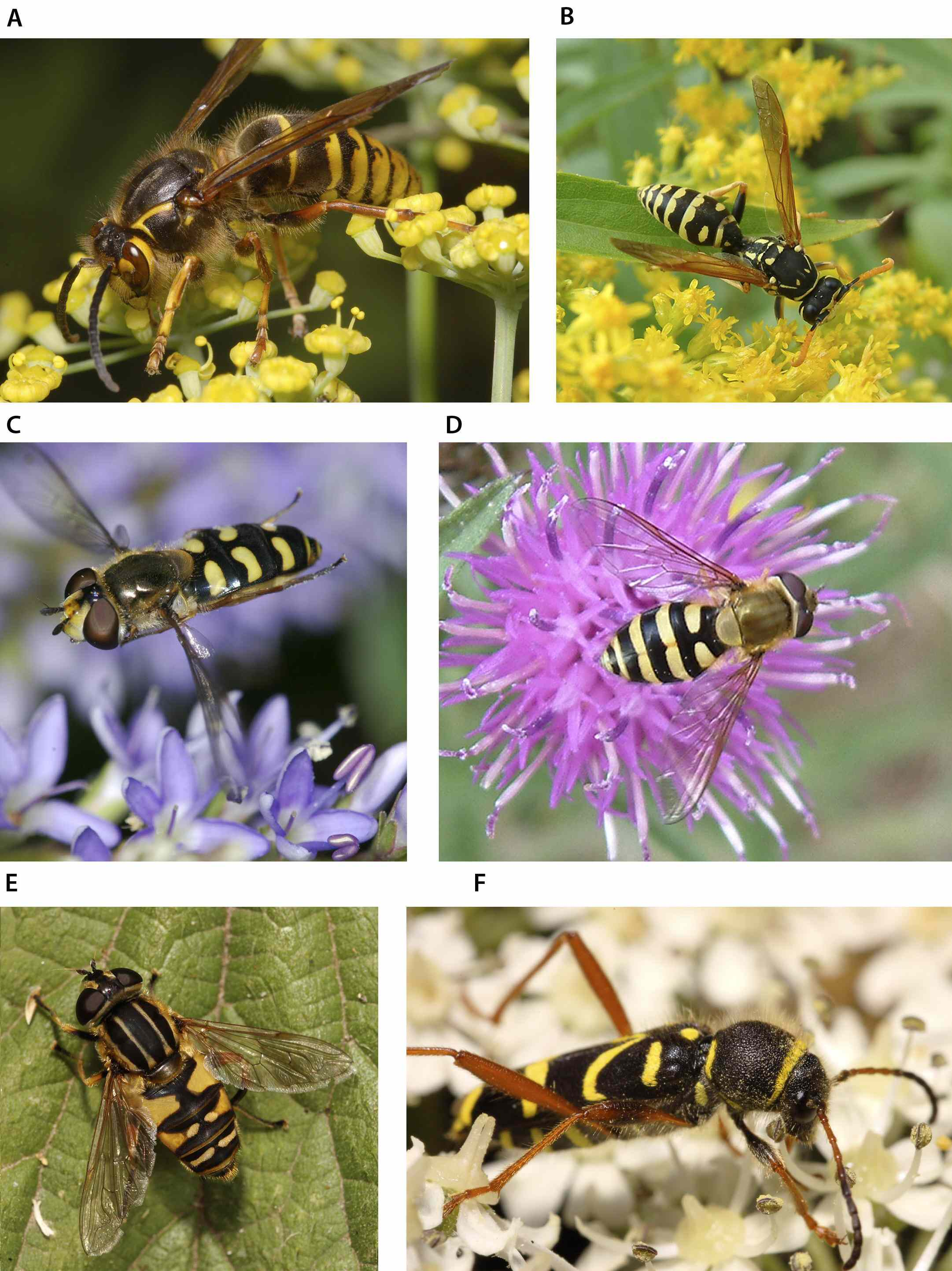
Twee soorten wespen en vier soorten van niet-stekende insecten die wespen nabootsen

Een tweede vorm van camouflage is vormvervaging. Dit wordt ook wel disruptieve kleuring genoemd. Hierbij heeft het strepenpatroon van bepaalde dieren tot gevolg dat de vorm en contouren van het lichaam vager worden. Het dier is zelf wel opvallend van kleur of patroon, maar de contouren van het dier worden door zijn belagers moeilijker herkend. Deze vorm van camouflage treft men bijvoorbeeld aan bij de tijger, de zebra, bepaalde koraalvissen zoals de pauwoogkeizersvis, en inktvissen die een inktwolk uitstoten. De vormvervaging van zebra's heeft daarbij nog een neveneffect, namelijk dat individuele zebra's in een kudde moeilijker worden geïdentificeerd: de vormen lopen als het ware in elkaar over.

### Schaduwwerking
Bij een andere effectieve vorm van camouflage die men bij sommige dieren tegenkomt, wordt de ruimtelijke waarneming (bijvoorbeeld: wat is boven en wat is onderkant?) verstoord. Dit wordt bereikt door omgekeerde schaduwwerking. Bij bepaalde haaien is bijvoorbeeld door verschillende pigmentering de buik wit en rug donker gekleurd. Andere voorbeelden zijn pinguïns en zalmen. Sommige vogels hebben donkere veren op de rug en witte veren op de buik. Ook bij militaire camouflage is deze techniek wel toegepast, bijvoorbeeld bij de kleur van vliegtuigen en duikboten. Deze vorm van camouflage kan ook tot gevolg hebben dat dier (voorwerp) moeilijker van de achtergrond is te onderscheiden. Bijvoorbeeld een haai of duikboot zal van boven gezien moeilijker van de donkere diepte, en van onderen gezien van het lichte oppervlak zijn te onderscheiden. Ook kan het herkenning van diersoorten van opzij lastiger maken. Zonlicht van boven en schaduw van onder zal bijvoorbeeld het contrast tussen de zwarte rug en witte buik van een vogel doen afnemen, waardoor hij minder opvalt tegen zijn achtergrond.

### Nabootsing
Camouflage kan ook de vorm aannemen van nabootsing of mimicry, waarbij de soort lijkt op een ander object of dier. Voorbeelden zijn bepaalde inktvissen die de kunst verstaan de vorm aan te nemen van een koraalduivel, of insecten die wespen nabootsen. Nabootsing vinden we ook bij bepaalde slangsoorten zoals de onschuldige slang Malpolon moilensis die de agressieve lichaamshouding van de giftige cobra kan aannemen, waardoor de belagers worden afgeschrikt. De valse poetsvis is een ander voorbeeld van nabootsing waarbij de prooi wordt misleid.

## Militaire camouflage

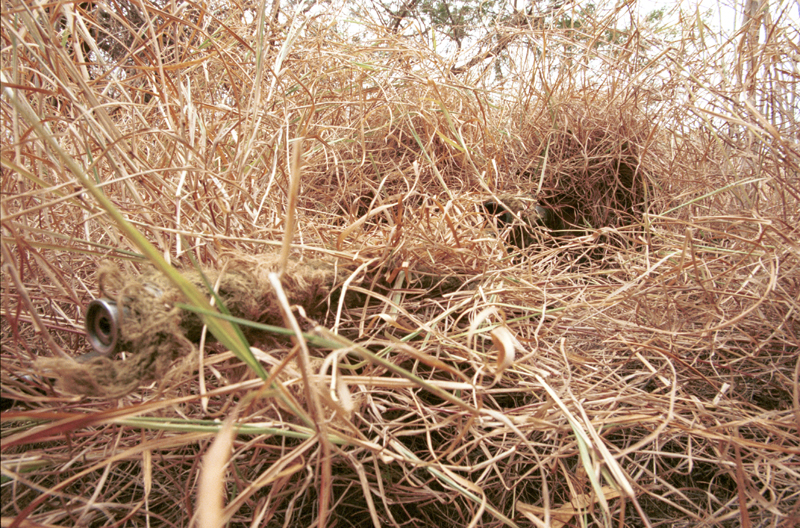
Militaire camouflage omvat het wegwerken van vormen, kleuren, schaduwen, schittering en het vermijden van beweging, licht en geluid. Het is zaak de gebruikte middelen steeds aan te passen aan de omgeving.

Een voorbeeld van camouflage is het hedendaags gevechtstenue van een soldaat. Dit is sinds enige decennia bij veruit de meeste legers ter wereld niet meer in één kleur (khaki, legergroen, veldgrijs) uitgevoerd zoals voorheen, maar voorzien van een meerkleurig vlekkenpatroon dat de drager moet doen opgaan in het gevechtsterrein en zo de zichtbaarheid voor de vijand vermindert. De eersten die op grote schaal overgingen op het dragen van gevlekte camouflagetenues waren leden van de Waffen-SS in de Tweede Wereldoorlog.
Succesvolle, door mensen ontwikkelde, camouflage voor vliegtuigen, voertuigen, legerstellingen en vestingwerken is sinds 1915 een, door de Franse Landmacht geïntroduceerde, militaire techniek. Nog in de Eerste Wereldoorlog werd camouflage ook – zij het minder succesvol – toegepast op oorlogsschepen.
Sinds de Eerste Golfoorlog is, met het publiekelijke optreden van de F-117 Nighthawk, duidelijk dat militaire camouflage ook in niet voor mensen zichtbare golflengten nuttig is. Dergelijk oorlogsmaterieel heeft zogenaamde stealth-eigenschappen.
Men onderscheidt twee vormen van camouflage: 
1. 'Dissimulatie', het opgaan in de omgeving door de kleur en de vorm van de omgeving aan te nemen. Voorbeeld: verstoppen van een voertuig in een bos met behulp van takken en bladeren.
2. 'Simulatie' is een voorwerp laten lijken op iets anders die op deze plaats thuishoort of het misleiden door de indruk te geven dat iets aanwezig is. Voorbeeld: het plaatsen van kartonnen tanks om de aandacht van de vijand vast te houden, terwijl de echte troepen discreet op weg zijn naar de werkelijke aanval.

### Dazzle-camouflage

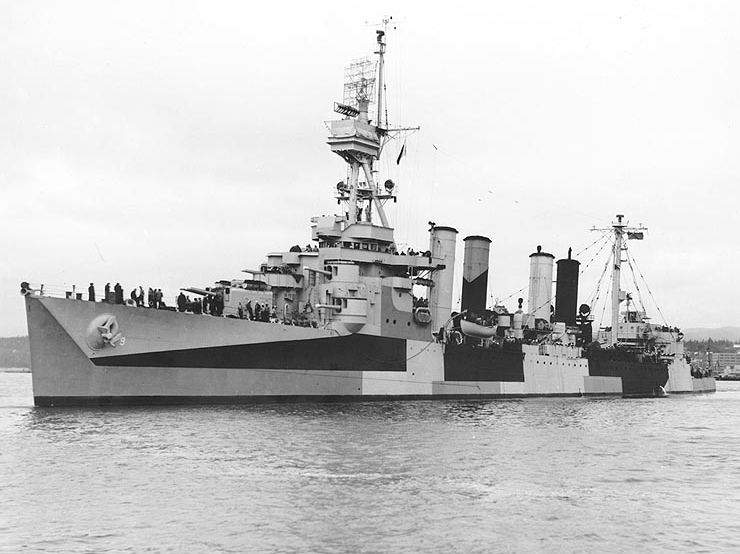
Amerikaanse USS Richmond (CL-9) met camouflage

Dazzle-camouflage (Engels voor verwarring) is een speciale vorm van militaire camouflage die niet gericht is op onopvallendheid, maar om de waarnemer of detectieapparatuur zoals radar te misleiden. Dit wordt bereikt door bijvoorbeeld schepen te beschilderen met bizarre patronen van strepen en blokken. Daardoor wordt het lastiger om de richting, snelheid en grootte van varende schepen te bepalen. Deze vorm van camouflage is onder andere door de Britse admiraliteit in de Eerste Wereldoorlog uitgeprobeerd op schepen als SS Industry en de HMS Alsatian. Dazzle-camouflage lijkt op de optische misleiding die ook door diersoorten zoals sommige koraalvissen of zebra's wordt benut.

## Foto's

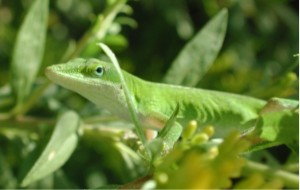
Een gecamoufleerde hagedis
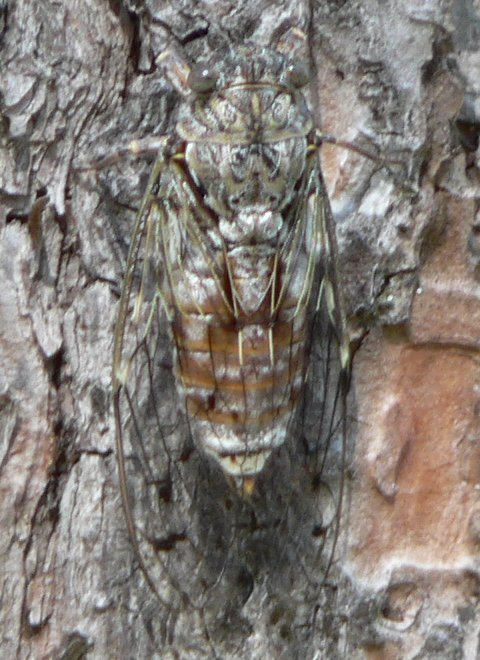
Zangcicade (Lyristes plebejus) op een den
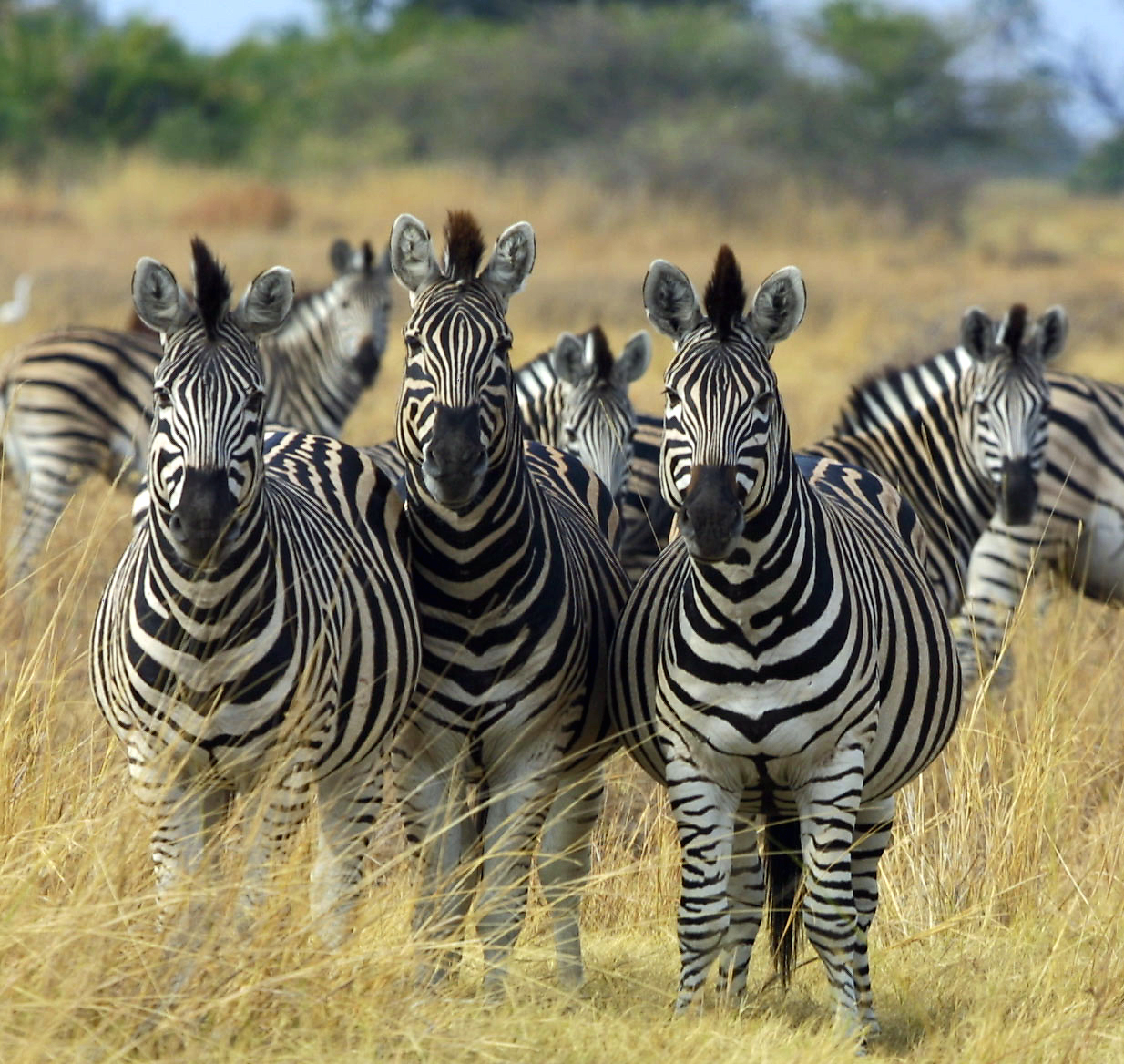
Zebra's in Botswana
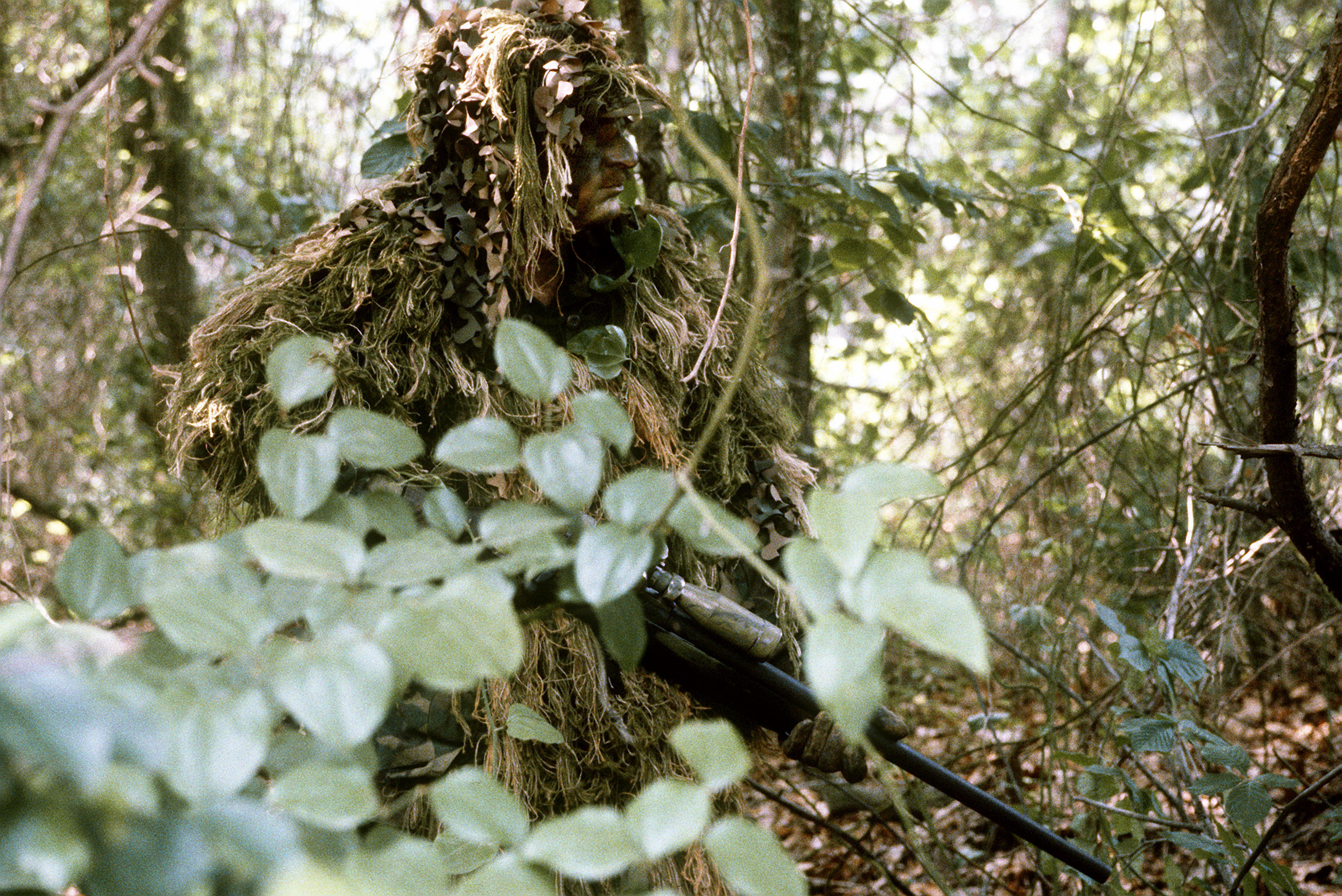
Een sluipschutter met een camouflagepak genaamd ghillie'
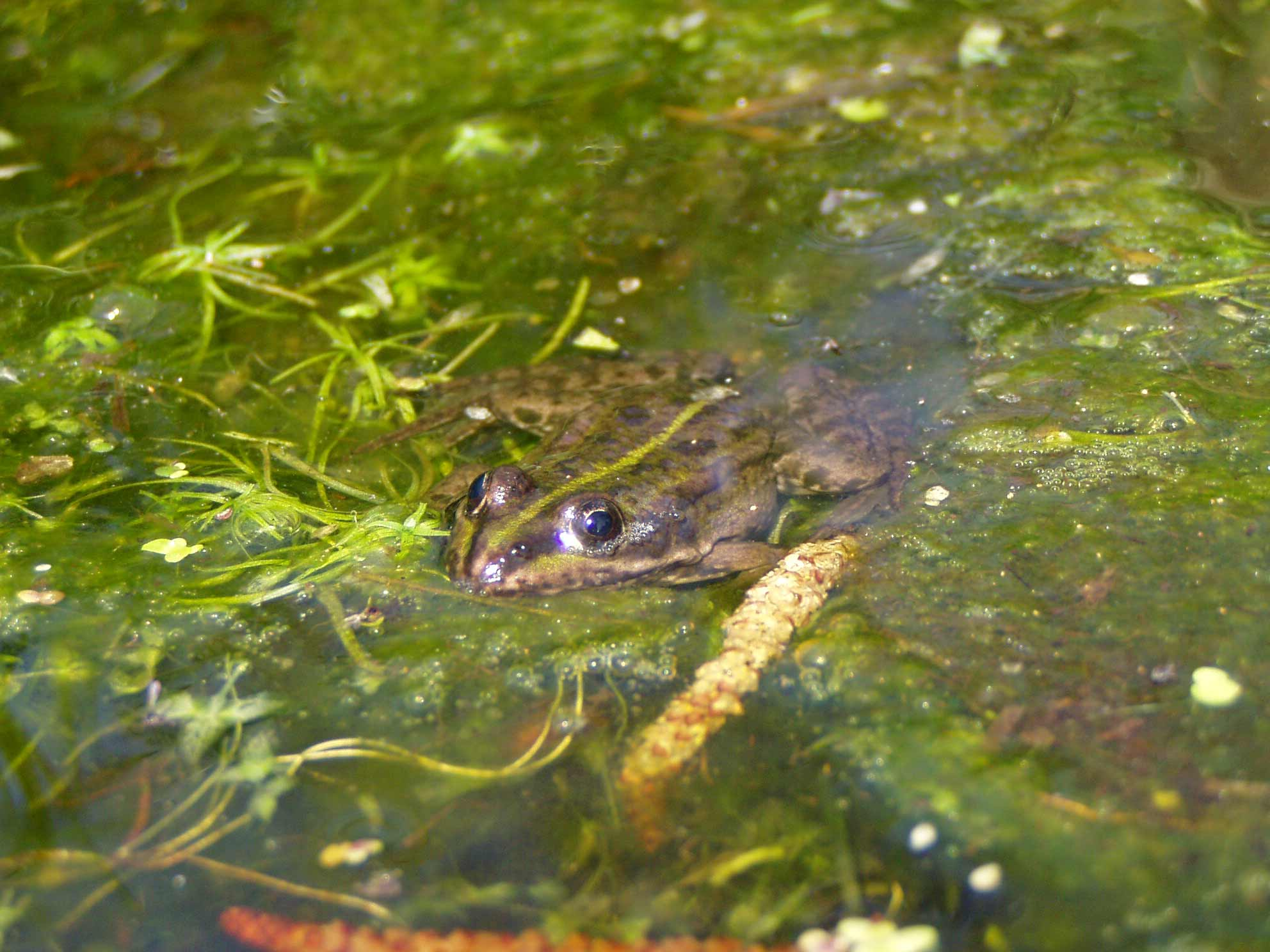
Kikker
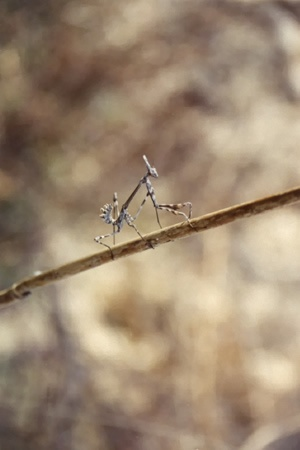
Gecamoufleerde bidsprinkhaan